# タテホ化学工業
タテホ化学工業株式会社（タテホかがくこうぎょう、英語: Tateho Chemical Industries Co.,Ltd.）は兵庫県赤穂市に本社を置く、酸化マグネシウム、水酸化マグネシウムなどの製造販売をおこなう企業である。

## 概要
1948年（昭和23年）4月、赤穂西浜塩業組合（現・日本海水）の化成部として、海水から塩を製造する際の副産物である苦汁（にがり）を利用する目的として創設。1966年8月に法人化。
当社の製造するマグネシア（酸化マグネシウム）は電磁鋼板の表面処理用として、電融マグネシアは転炉製鋼用のマグネシアカーボンレンガとして使用され、業容が拡大、1978年（昭和53年）には大阪証券取引所二部、1984年（昭和59年）に大証一部(現在の東京証券取引所プライム及びスタンダード)に上場した。
1987年（昭和62年）、債券先物取引で286億円の損失が発生したことが発覚（いわゆる「タテホ・ショック」）。
2006年2月1日付で株式交換によりエア・ウォーターの完全子会社となった。
2015年7月にOzark Technical Ceramics, Inc.の事業を譲り受けて、同年8月にTateho Ozark Technical Ceramics,Inc.を設立した。

## 沿革
- 1948年（昭和23年）4月 - 赤穂西浜塩業組合化成部として創業。
- 1966年（昭和41年）8月 - 法人化。
- 1978年（昭和53年）
  - 9月 - 有年工場開設。
  - 11月 - 大阪証券取引所第二部上場。
- 1980年（昭和55年）6月 - セラミック事業開始。
- 1984年（昭和59年）9月 - 大阪証券取引所第一部上場。
- 1988年（昭和63年）4月 - 大同酸素（現・エア・ウォーター）と業務提携。
- 1989年（平成元年）8月 - タテホセラミック株式会社を設立。
- 2001年（平成13年）7月 - 大連タテホ化学有限公司（中国）を設立。
- 2006年（平成18年）
  - 1月 - 大阪証券取引所第一部上場廃止。
  - 2月 - 株式交換によりエア・ウォーターの完全子会社となる。
- 2013年（平成25年）11月 - 響灘工場を開設。
- 2015年（平成27年）8月 - Tateho Ozark Technical Ceramics,Inc.を設立。
- 2019年（平成31年）1月 - タテホセラミック株式会社を吸収合併。

## 子会社
- 大連達泰豪化学有限公司（ 中国, 遼寧省大連市）

電熱用電融マグネシアの製造・販売
- Tateho Ozark Technical Ceramics , Inc.（ アメリカ合衆国, ミズーリ州ウェッブ・シティ（英語版））

セラミックスの製造販売

## 製造拠点
- 本社・赤穂工場・赤穂営業所（兵庫県赤穂市）
- 有年工場（兵庫県赤穂市）
- 響灘工場（福岡県北九州市若松区）
- 東京営業所（東京都千代田区）
- 大阪営業所（大阪府大阪市）